# Castuera
Castuera – gmina w Hiszpanii, w prowincji Badajoz, w Estramadurze, o powierzchni 432,04 km². W 2011 roku gmina liczyła 6422 mieszkańców.